# Semihinon
Semihinon (ubisemihinon) je slobodni radikal koji se formira odstranjivanjem jednog atoma vodonika sa njegovim elektronom tokom procesa of dehidrogenacije hidrohinona do hinona. On se alternativno formira adicijom jednog H atoma na hinon. On je veoma nestabilan.